# صدام حمیسی
صدام حمیسی (انگلیسی: Saddem Hmissi؛ زادهٔ ۱۶ فوریهٔ ۱۹۹۱) بازیکن والیبال اهل تونس است.